# Wolfgang Bremer
Wolfgang Bremer (* 1. Juni 1953 in Braunschweig) ist ein Konteradmiral außer Dienst der Deutschen Marine der Bundeswehr.

## Leben
Wolfgang Bremer trat 1973 als Marineoffizieranwärter (Crew VII/73) in die Bundeswehr ein. Von 1974 bis 1978 studierte er Elektrotechnik (Diplom-Ingenieur) an der Hochschule der Bundeswehr Hamburg. Danach diente er als Marineoffizier in Kappeln und Wilhelmshaven. Er absolvierte von 1985 bis 1987 den 27. Admiralstabsdienstlehrgang an der Führungsakademie der Bundeswehr in Hamburg, wo er zum Offizier im Generalstabsdienst ausgebildet wurde. Ab 1987 war er in verschiedenen Funktionen u. a. an der Technischen Marineschule Kiel und im Marinekommando Rostock eingesetzt. Von 1994 bis 1997 war er Referent im Führungsstab der Streitkräfte (Fü S) in Bonn. Nach Verwendungen im Marineunterstützungskommando (MUKdo) in Wilhelmshaven und im Bundesministerium der Verteidigung (BMVg) in Bonn übernahm er 2001 ein Referat im Führungsstab der Marine (Fü M) im Bundesministerium der Verteidigung. 2005 wurde er Leiter des Deutschen Verbindungskommandos beim Hauptquartier des United States Central Command (USCENTCOM) in Tampa, Florida. Er absolvierte den Higher Command Staff Course am Joint Services Command and Staff College (JSCSC) in Shrivenham und wurde 2006 Chef des Stabes des Streitkräfteunterstützungskommandos (SKUKdo) in Köln. Von 2008 bis 2012 war er Kommandeur des Logistikzentrums der Bundeswehr (LogZBw) in Wilhelmshaven. Von April 2012 bis 2014 war er stellvertretender Abteilungsleiter der Abteilung Ausrüstung, Informationstechnik und Nutzung im BMVg in Bonn und wurde anschließend in den Ruhestand versetzt.
Bremer ist verheiratet und hat zwei Kinder.